# Yttersta domen (Michelangelo)
Yttersta domen är en gigantisk freskmålning utförd av Michelangelo mellan 1536 och 1541. Fresken, som pryder Sixtinska kapellets altarvägg, visar Jesus som världsdomaren som uppväcker de välsignade till höger om sig och förbannar de fördömda till vänster om sig. Bland personerna närmast Jesus ses bland andra hans mor Maria och Jesu lärjungar Petrus och Bartolomaios samt helgonet Laurentius.
I slutet av 1536 inleddes arbetet med Yttersta domen, och Michelangelo utförde fresken uppifrån och ner för att inte riskera att stänka ned slutförda partier med färg. Michelangelo var då gammal; Sixtinska kapellets takfresker hade han målat redan 1508–1512.

## Freskdetaljer

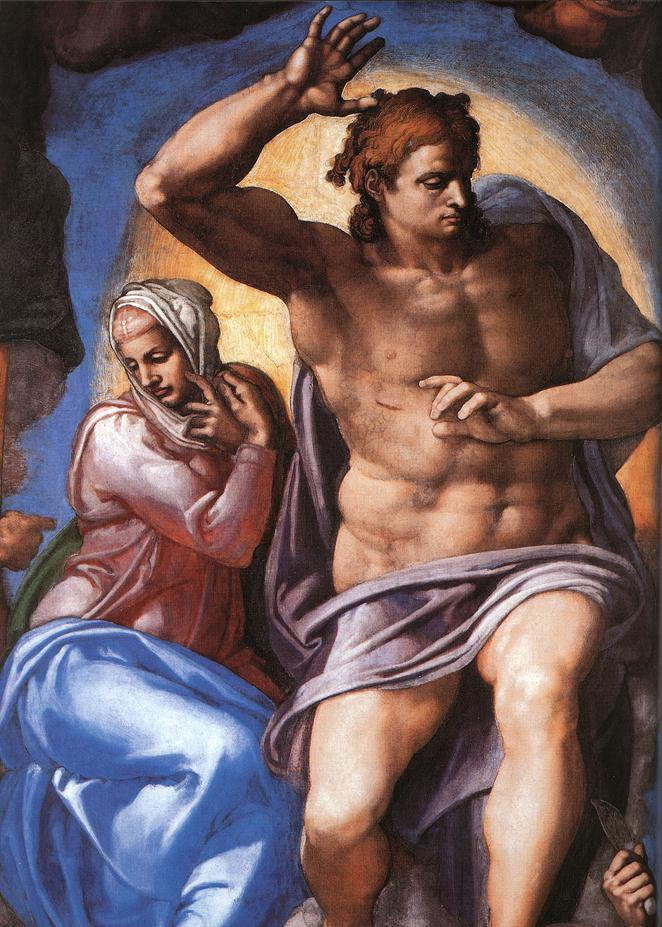
Jungfru Maria och Jesus Kristus.
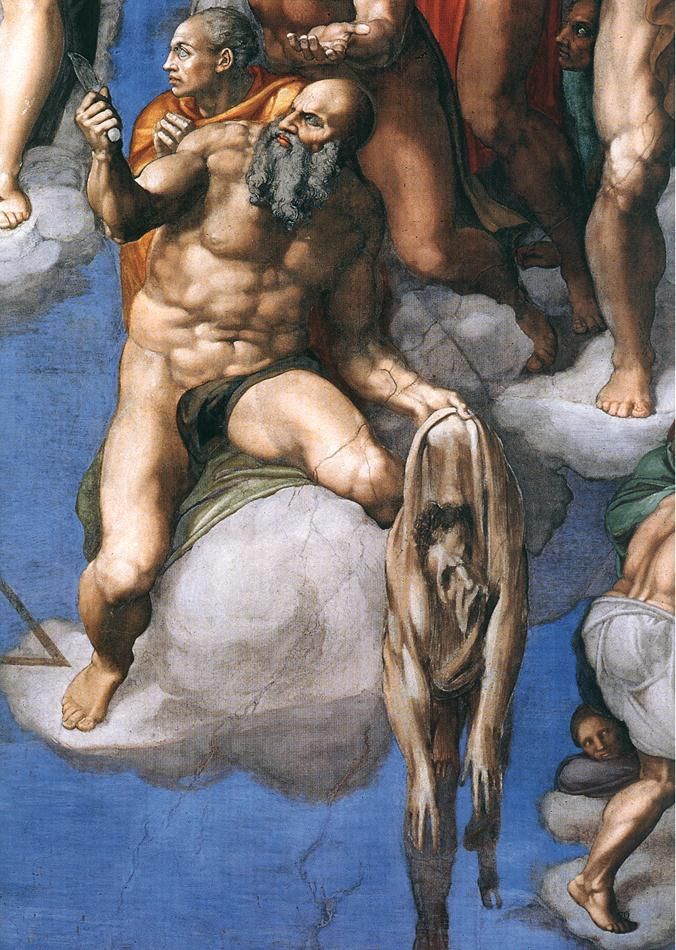
Sankt Bartolomaios med sin avflådda hud. Ansiktet som syns i huden anses vara ett självporträtt.
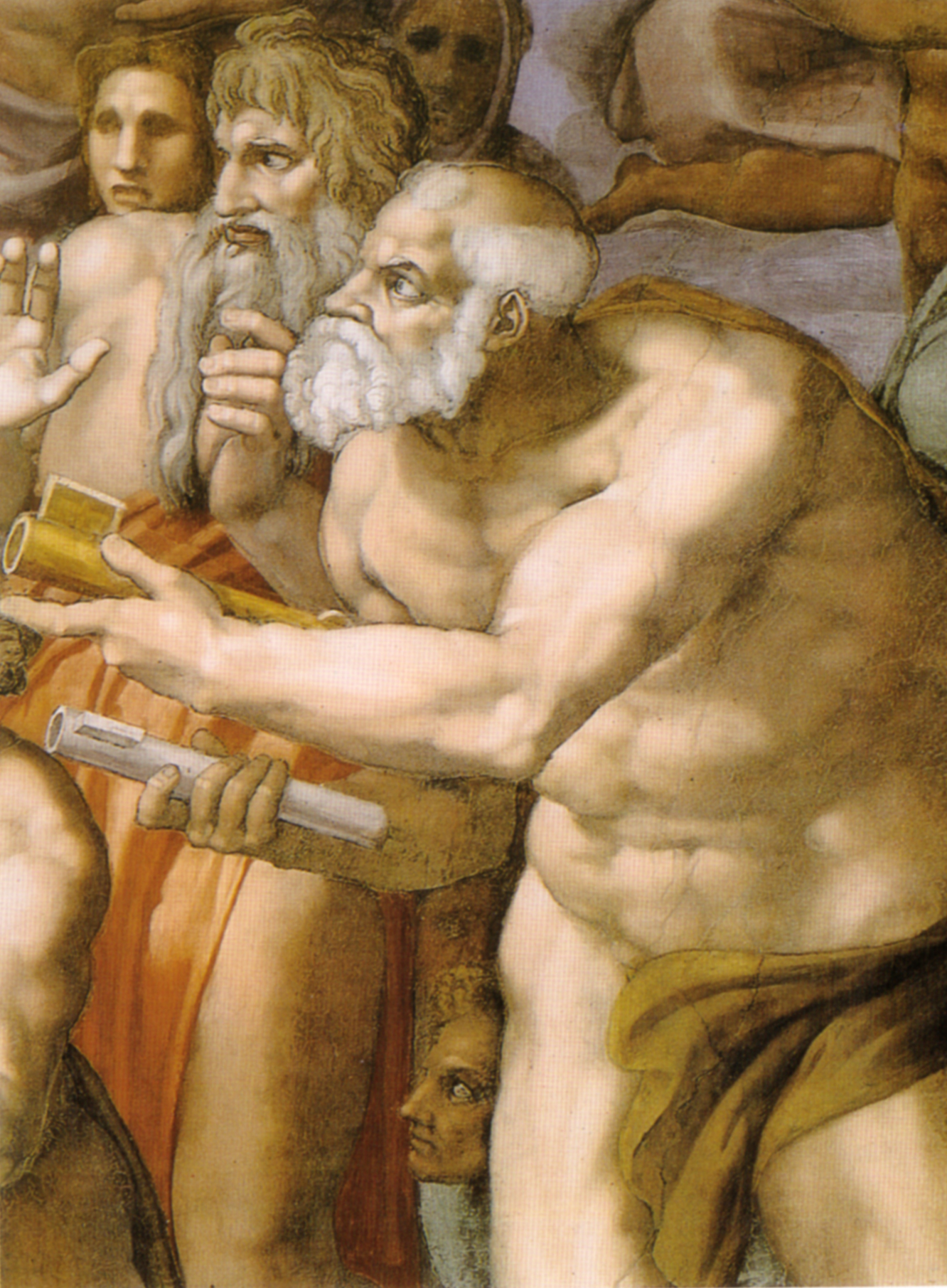
Sankt Petrus med nycklarna.
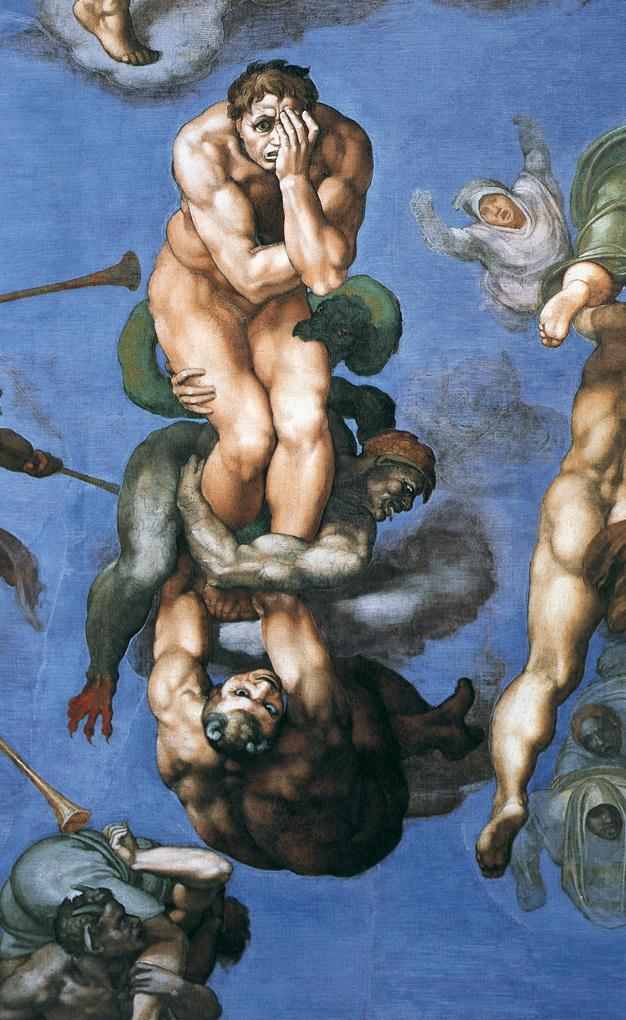
En av de fördömda.